# بوب إرنست
بوب إرنست (بالإنجليزية: Bob Ernst)‏ هو مدرب تجديف أمريكي، ولد في القرن العشرين.